# 9253 Oberth
9253 Oberth (1171 T-1) là một tiểu hành tinh vành đai chính được phát hiện ngày 1971 Mar. 25 bởi C. J. van Houten và I. van Houten-Groeneveld ngày Palomar Schmidt plates taken bởi T. Gehrels.